# Речапова, Мансура Абдрахмановна
 Мансура Абдрахмановна Речапова (1923 — 2014) — советский передовик производства в сельском хозяйстве. Герой Социалистического Труда (1971).

## Биография
Родилась в деревне Юрто-Уйске Седельниковского района, Омской области в крестьянской семье бухарских татар.
М. А. Речапова окончив четыре класса школы, стала работать в колхозе. В 1940 году была направлена на учебу на курсы трактористов в селе Богдановка Седельниковского района.
С 1941 по 1945 годы в период Великой Отечественной войны работала трактористкой в колхозе имени Избышева в селе Седельниково.
С 1945 по 1977 годы — продолжала работать трактористом колхоза имени Избышева, добившись высоких показателей в труде.
8 апреля 1971 года Указом Президиума Верховного Совета СССР «за выдающиеся успехи, достигнутые в развитии сельскохозяйственного производства и выполнении пятилетнего плана продажи государству продуктов земледелия» Мансура Абдрахмановна Речапова была удостоена звания Героя Социалистического Труда с вручением Ордена Ленина и золотой медали «Серп и Молот».
С 1977 года — на пенсии. Умерла 29 мая 2014 года в селе Седельниково Омской области.

## Награды
- Медаль «Серп и Молот» (8.04.1971)
- Орден Ленина (8.04.1971)
- Почетный гражданин Седельниковского района (4.07.2008)